# Bernard Saint Hillier
Bernard Saint-Hillier, (Dole, 29 de diciembre de 1911 - París, 28 de julio de 2004) fue un militar francés.   

## Biografía
Diplomado en la Escuela Militar Especial de Saint-Cyr en 1933 es destinado al 11.º Batallón de Cazadores Alpinos. En 1938 de incorpora a la Legión Extranjera, participa en la defensa de Bir Hakeim en 1942. Asciende a general de brigada en 1959, más tarde en 1965 a general de división y finalmente a general de cuerpo de ejército en 1968.

## Distinciones
- Gran cruz de la Legión de Honor.
- Camarada de la Liberación (decreto de 27 de mayo de 1943)
- Cruz Militar 39/45 (9citas)
- Cruz del Valor Militar (2 citas)
- Medalla de la Resistencia
- Medalla colonial (Eritrea, Libia, Bir Hakeim, Túnez)
- Medalla de la aeronáutica.
- Distinguished Service Order (Reino Unido)
- Cruz Militar de Noruega.
- Gran Funcionario de la Estrella de Anjouan.
- Comendador de Nicham Iftikar.
- Cruz de Guerra.

- Datos: Q2898572
- Multimedia: Bernard Saint-Hillier / Q2898572